# IC 1141
IC 1141 ist eine Balken-Spiralgalaxie vom Hubble-Typ SBc im Sternbild Schlange nördlich des Himmelsäquators, die schätzungsweise 199 Millionen Lichtjahre von der Milchstraße entfernt ist.
Das Objekt wurde am 12. April 1888 von Lewis Swift entdeckt.